# Embrique-moi
Embrique-moi (Brick Like Me) est le vingtième épisode de la vingt-cinquième saison de la série télévisée Les Simpson et le 550e épisode de la série. Il est diffusé originellement sur la chaîne américaine Fox le 4 mai 2014.

## Synopsis
Homer se réveille dans un monde alternatif où tout est en Lego. Dans cet univers parallèle, toutes les pièces s'emboîtent et personne ne peut se faire mal. En allant chercher un cadeau pour sa fille Lisa, Homer a des visions quand il touche la boîte de jeu de construction. Il se voit avec une autre apparence de chair avec des doigts et il joue avec sa fille à construire une ville de briques, pour une fois sans s'embêter. Son état empire quand il regarde son reflet dans le miroir et voit ses amis avec cet aspect bizarre.
Pendant ce temps, Bart et Milhouse poursuivent un sconce (une moufette rayée) dans l'école. En enlevant des briques au mur pour le retrouver, ils font s'écrouler l'école. Skinner oblige Bart à la reconstruire brique par brique, mais il en fait une construction très personnelle et originale.
Homer parle de ses hallucinations, mais personne ne le croit jusqu'à ce que ses mains aient des doigts mous et "frétillants". Il effraye tous les habitants de Springfield à la paroisse, il retourne au magasin de BD pour retoucher la boîte et pouvoir continuer de jouer avec sa fille. Ils doivent participer au concours de Lego de la ville, mais celle-ci préfère aller voir un film interdit pour son âge avec des amies plus âgées. Son père regrette le monde de jouets où sa fille ne grandira jamais et sera toujours sa petite chérie.

## Anecdotes
Sans aucune raison valable, cet épisode n'a pas été diffusé, que ce soit lors de sa première diffusion prévue le 14 avril 2018 en France ou alors lors des rediffusions des semaines suivantes. Il a toujours été déprogrammé et remplacé par l'épisode 17 de la 22ème saison L'Amour à couper le souffle. Cependant, l'épisode a été reprogrammé, puis diffusé, sept semaines après sa date de diffusion initiale.
Il est vraisemblable que la non-diffusion de cet épisode est due au nom de Lego, marque déposée et qui peut constituer pour une chaîne de télévision française une publicité déguisée (formellement interdite en France).

## Réception
Lors de sa première diffusion, l'épisode a attiré 4,39 millions de téléspectateurs.[réf. nécessaire]